# Федір Полоус
Федір Полоу́с (нар. кінець 16 ст. — пом. початок 17 ст.) — козацький військовий діяч, кошовий отаман запорозького козацтва (1595-1596, 1598-1599, 1601—1603, 1606—1608), гетьман реєстрового козацтва (1598-1599). Зумів об'єднати реєстрових та нереєстрових козаків задля спільного походу проти Буджацької орди.

## Життєпис
Вперше, в історичних архівах, згадується Федір Полоус у 1590 році, коли із козацьким загоном перебував у Бихівській волості Білорусі, де від імені гетьмана Чановицького вимагали податку на козаків, зброю і продовольство. 
У 1594 році згадується Федір Полоус як отаман загону реєстрових козаків, що стояв залогою недалеко від Січі на острові Хортиця.
Навесні 1594 року схилив запорожців до спільного з реєстровцями походу проти Буджацької орди. На чолі загону козаків брав участь у морському поході на  Білгород у складі війська гетьмана Григорія Лободи. Загін Полоуса діяв як у морі, так і при штурмі фортеці з суші надзвичайно успішно, а сам отаман здобув добру славу на Січі.  
У червні 1594 року полк Полоуса у складі війська гетьмана Богдана Микошинського штурмував Очаків. 
У квітні-травні 1595 року Федір Полоус перебував на білоруських землях. Навесні 1595 року кошового отамана реєстрових козаків Федора Полоуса обирають Гетьман Війська Запорозького.
Під час повстання під проводом Северина Наливайка Полоус командував полком повстанців, що діяв на Київщині. Зумів вивести свій полк на Січ після поразки повстанських сил від об'єднаного польсько-литовського війська у бою під Солоницею.
Належав Федір Полоус до непримиренних противників Речі Посполитої, у 1598 році підняв повстання проти неї. Здобув із повстанцями Черкаси, Канів, здійснив рейд до Дністра. 
Федір Полоус брав участь у міжусобній війні з прошляхетськи настроєним гетьманом реєстрових козаків Тихоном Байбузою, який намагався проводити політику на досягнення компромісу між Військом Запорозьким і урядом Речі Посполитої.
Подальша доля Федора Полоуса не відома.